# Ataenius lobatus
Ataenius lobatus är en skalbaggsart som beskrevs av Horn 1871. Ataenius lobatus ingår i släktet Ataenius och familjen Aphodiidae. Inga underarter finns listade.